# Miguel Bosé
 Luis Miguel González Bosé(Ciudad de Panamá, 3 de abril de 1956), conocido como Miguel Bosé o Miguel Dominguín Bosé, es un cantante, compositor, músico y actor. Nacido en la Ciudad de Panamá y criado entre Madrid (España) y Bogotá (Colombia), comenzó su carrera artística en 1971 como actor, participando durante esa década en diversas películas, entre ellas el clásico de terror Suspiria de Dario Argento.
En 1973 entra de lleno en la música y dos años después firma un contrato con CBS, bajo el sello internacional Epic. Ese mismo año ve la luz su primer álbum y la canción «Linda», versión del tema homónimo del grupo italiano «I Pooh», junto a otras como «Amiga» y «Mi libertad», ésta de Claudio Baglioni. Con su segundo álbum, Miguel Bosé, comienza una carrera internacional, con fuerte proyección en varios países de Europa. Ha lanzado veinte álbumes de estudio y ha vendido más de 60 millones de copias en el mundo.
En 2013, fue elegido como Persona del Año por la Academia Latina de Grabación y en la ceremonia anual de los Latin Grammy, A lo largo de su carrera, ha grabado duetos con varias estrellas internacionales, como Paulina Rubio, Ana Torroja, Above & Beyond, Julieta Venegas, Shakira, Alejandro Sanz, Laura Pausini, Ricky Martin, Fonseca, Juanes, Ximena Sariñana, Marco Antonio Solís, Natalia Lafourcade, Ha*Ash,Los Ángeles Azules Mina Mazzini, Gloria Gaynor y Rauw Alejandro, entre otros.
Ha incursionado además en diversas obras literarias, como presentador y jurado en televisión, y se ha involucrado en la actuación, debutando en una película del director italiano Duccio Tessari. Destaca su trabajo como actor en Tacones lejanos (1991), Sentados al borde de la mañana, con los pies colgando (1978), Cosa de locos (1981), El caballero del dragón (1985), La reina Margot (1994), Felpudo maldito (1995), Libertarias (1996) y Enciende mi pasión (1995), entre otras.

## Biografía

### Inicios
Sus padres fueron Luis Miguel Dominguín (1926-1996), torero español perteneciente a una familia de gran tradición taurina, y Lucia Bosè (1931-2020), actriz y modelo italiana y ganadora del certamen Miss Italia de 1947. 
El primer hijo del matrimonio, Miguel, nació el martes, 3 de abril de 1956 en la Clínica Hospital San Fernando de Ciudad de Panamá, donde la familia se encontraba por cuestiones de trabajo del padre, quien quería que su hijo naciera en Colombia, lugar donde la familia residía, pero el parto se adelantó. Un año después, nació su hermana Lucía Dominguín y el 5 de noviembre de 1960, su hermana Paola. Miguel Bosé fue bautizado el 12 de julio como Luis Miguel González Bosé, Aunque durante años diversas biografías señalaron erróneamente que el padrino de Miguel Bosé fue Pablo Picasso, el propio artista ha aclarado en entrevistas que su verdadero padrino fue el director de cine italiano Luchino Visconti. Picasso sí fue padrino, pero de su hermana menor, Paola Dominguín. De mayor, modificó su nombre dos veces, primero a Miguel Dominguín Bosé y después a Miguel Bosé Dominguín.
Creció en un ambiente rodeado de arte y cultura, ya que sus padres eran amigos íntimos de Pablo Picasso y Ernest Hemingway. Él mismo se define como un «niño solitario» al crecer rodeado de mujeres (madre y hermanas) que se refugió en la lectura. Estudió en el Liceo Francés de Madrid junto con sus primas Carmen y Belén Ordóñez, y a principios de la década de 1970 tomó clases de danza en Londres con Lindsay Kemp, en París con Martha Graham y con Alvin Ailey en Nueva York. Fue en aquellos años donde decidió hacerse llamar Miguel Bosé.
Es tío de la cantante y modelo Bimba Bosé, fallecida en 2017 y el actor Nicolás Coronado y tío segundo de los toreros Fran Rivera y Cayetano Rivera, ya que su padre, Luis Miguel Dominguín era tio de  Carmen Ordónez.

### 1973-1983: Debut y primeros álbumes de estudio
En 1973, entra de lleno en la música, siendo el cantautor español Camilo Sesto quien compone sus primeros temas, ya en 1977 firma un contrato con CBS, bajo el sello internacional de Epic. Ese mismo año, ve la luz su primer álbum, «Linda», con el que obtiene un gran éxito, principalmente entre las adolescentes españolas, que ven en él un nuevo sex-symbol. El álbum incluye principalmente baladas románticas, algunas de ellas adaptaciones de temas en italiano y en inglés que el propio Bosé traduce al español.
Este primer álbum de Miguel Bosé produjo cuatro sencillos. El primero de ellos, «Linda», el que da título al álbum, versión del tema homónimo de la agrupación italiana «I Pooh». También se lanzaron como sencillos «Amiga», «Mi libertad» y «Ana». Todos ellos tuvieron una gran rotación en las emisoras de radio y televisión, aumentando la popularidad del cantante.
En 1978, con el segundo álbum Miguel Bosé y con la canción «Anna», comienza una carrera internacional con fuerte proyección en varios países de Europa. Al año siguiente vio la luz su álbum Chicas!, con temas compuestos y producidos por Danilo Vaona, de donde se extrajo uno de sus mayores éxitos de aquella época «Súper Supermán».
En 1980, Bosé publica Miguel, su álbum más importante de esta primera etapa y que contenía los sencillos «Morir de amor» y «Te amaré» (con «Don Diablo» en la cara B), que le colocarían a la cabeza de las listas de numerosos países. «Olympic Games» fue uno de los sencillos más internacionales de este álbum.[cita requerida] En su portada aparecía vestido de torero como homenaje a su padre.
Con su siguiente trabajo, el álbum Más allá (1981), Bosé no consigue la repercusión de anteriores trabajos y el sencillo «Márchate ya» no acaba de encajar entre sus seguidores. Este percance lleva a la discográfica a editar al año siguiente un álbum recopilatorio con todos sus sencillos y con dos temas inéditos, Bravo muchachos (1982), que consigue colocar a Miguel en los primeros puestos de las listas en España, Italia y otros países de Europa. Este recopilatorio también contenía otro tema inédito «Son amigos». Por estas fechas, Miguel se convierte en padrino del grupo mexicano Timbiriche, cuyos integrantes eran Diego Schoening, Sasha Sökol, Benny Ibarra, Mariana Garza, Alix Bauer y Paulina Rubio. Durante su estancia en México se le relacionó mucho con la cantante y actriz Daniela Romo[cita requerida] y realizó producciones con Luis de Llano Macedo.[cita requerida]
Mientras que su éxito en Italia estaba in crescendo y su álbum Milano-Madrid (1983) así lo acreditaba, en España su álbum de ese mismo año, Made In Spain (grabado con composiciones realizadas para él por conocidos de autores relacionados con la Movida madrileña, como Nacho Cano, Carlos Berlanga y Nacho Canut) no acababa de cuajar.
A pesar de su tibia acogida comercial en España, Made In Spain destaca por haber contado con la colaboración del artista pop Andy Warhol, quien fue el encargado de diseñar la portada del álbum. Miguel Bosé viajó a Nueva York para una sesión de fotos en The Factory, el mítico estudio de Warhol, donde el artista lo retrató utilizando su técnica de serigrafía, caracterizada por colores saturados y repeticiones gráficas. La elección del título, según diversas fuentes, fue sugerencia del propio Warhol durante una conversación con Bosé, quien lo escribió a mano para reforzar el contraste entre lo artesanal y lo industrial. Esta colaboración convirtió a Bosé en uno de los pocos artistas hispanohablantes retratados por Warhol, junto a Alaska, y posicionó al cantante dentro de un imaginario estético internacional, reforzando su imagen de artista cosmopolita en un momento clave de su carrera.

### 1984-1989:Bandido,SalamandrayXXX
En 1984, el artista decide tomar las riendas de su carrera, y redirigir su música hacia un público más maduro. Perseguido por el fantasma de la etiqueta «música para niñas», Bosé cambia su registro vocal (mucho más grave ahora) y reorienta su música hacia influencias artísticas y bandas de la talla de David Bowie o Depeche Mode. El giro musical es mal acogido por la discográfica CBS (hoy Sony Music), que cree que su producto se les va de las manos y se convierte en incontrolable. Graba, en contra de la voluntad de su discográfica, Bandido, considerada como una de sus obras cumbres. Sus sencillos «Sevilla», «Amante bandido» y «Horizonte de las estrellas» encabezan las listas españolas e hispanoamericanas. Si bien el cambio le sitúa a la vanguardia de la moda y la época, este nuevo registro no es bien aceptado por los seguidores italianos que preferían la imagen pulcra de niño bueno de antaño frente a este nuevo Bosé más ambiguo y con barba de tres días, vestido con el popular pantalón-falda de esa época. La portada del álbum mostraba a un Bosé revolucionario, con el rostro maquillado y el pelo crespado en la línea del trabajo Aladdin Sane de David Bowie. Es una etapa en la que la imagen de Bosé es casi tan importante como su música. Su look moderno y sofisticado (mitad vampiro, mitad extraterrestre) y su carisma se convierten en la tarjeta de presentación allí donde va. El artista se rodea de un halo intocable combinando sus trabajos musicales con incursiones esporádicas en el mundo del cine como El caballero del dragón (la película española más cara hasta la época) o En penumbra.

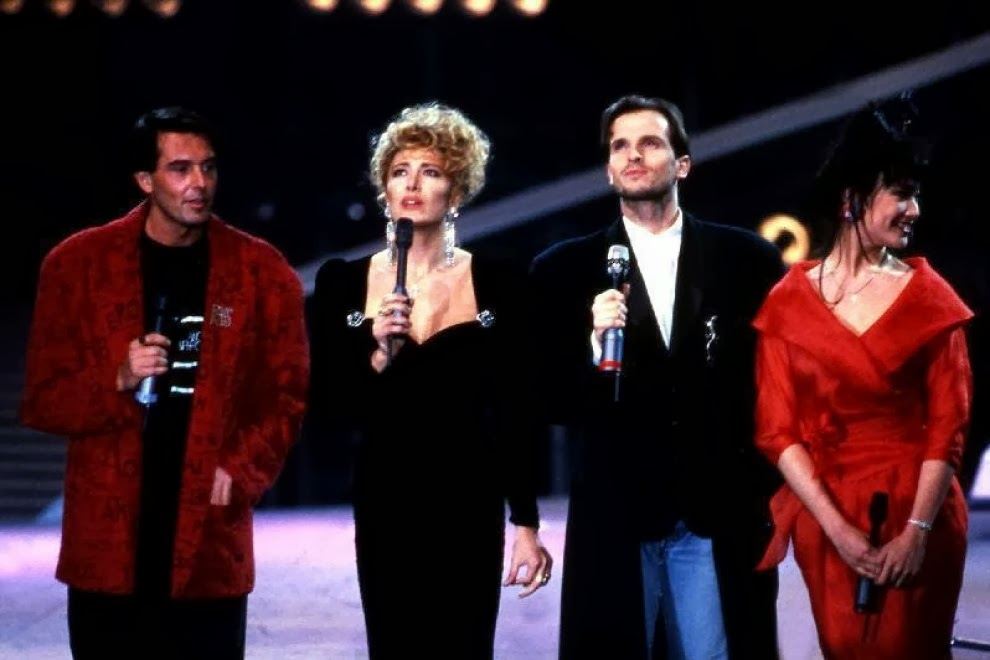
Bosé en Sanremo, 1988.

El camino musical de la experimentación y de la producción más elaborada continúa para Miguel con el lanzamiento de sus dos siguientes discos, editados ya en Warner Music, su actual compañía discográfica: Salamandra (1986) y XXX (1987). Si bien Salamandra es una continuación algo más compleja e intimista de Bandido, con sencillos de gran éxito y repercusión como «Nena» o «Aire soy», XXX es el ambicioso intento de Bosé por conquistar el mercado estadounidense. Con un sonido mucho más industrial (con producción de Tony Mansfield) y letras más crípticas, el disco se edita en Estados Unidos con portada diferente (en muchos países europeos con la misma portada que la española) y los temas en inglés. Ni «Lay Down On Me» ni «The Eighth Wonder» lograrían la repercusión deseada por el artista (a pesar del importante apoyo que tuvo el canal MTV para el lanzamiento del primer tema, tanto en Europa como en Estados Unidos, y de que se contase con el prestigioso François Kevorkian para las remezclas de discoteca, y una nueva versión sencillo del segundo), mientras que sus versiones en español, «Como un lobo» y «Duende», sí triunfarían en España y América Latina.[cita requerida]

### 1990-1997:Los chicos no lloran,Bajo el signo de CaínyLaberinto
Los primeros años 1990 reciben el lanzamiento de su álbum Los chicos no lloran, que lo acerca a un sonido más comercial y aportan una imagen más accesible para todos los públicos. El disco cosecharía varios éxitos en sencillo, pero perdería el glamur y la sofisticación de los trabajos anteriores. La exitosa gira de presentación del disco se recogería en su siguiente trabajo Directo '90.
En 1993 se presenta en el mercado español el álbum Bajo el signo de Caín que posteriormente, en 1994, se editará en versión inglesa e italiana. El disco es un regreso al camino de la experimentación y refleja una notable madurez artística creando un puente sonoro con XXX, pero más intimista e innovador si cabe y cargado de una belleza ambiental casi cinematográfica. «Si tú no vuelves» y «Nada particular» fueron los sencillos de mayor éxito del álbum. De nuevo una exitosa gira devolvería a Bosé sobre los escenarios, para continuar con la aparición en la importante producción francesa, La reina Margot.
En 1996 saldría Laberinto (álbum de Miguel Bosé), compleja continuación de Bajo el signo de Caín, aún más experimental y críptica, que tan sólo contenía un tema meramente comercial al uso, «La autorradio canta». El disco se reeditaría incluyendo tres temas más comerciales, entre ellos el sencillo «Este mundo va», para asegurar así su éxito de ventas.

### 1998-2004: Pop comercial,SerenoyPor vos muero
En 1998, publicó un álbum de versiones, Once maneras de ponerse un sombrero, su personal homenaje a algunas de las canciones más importantes de la cultura latina en su opinión. Siguiendo el camino de la producción compleja, el trabajo rebosa belleza en sus sencillos Muro y Sólo pienso en ti. Un año después, lanzó un disco de éxitos de sus últimos doce años de carrera (1986-1998) bajo el nombre de Lo mejor de Bosé, que incluía dos temas inéditos, «Hacer por hacer» y «No hay ni un corazón que valga la pena», junto a dos nuevas versiones de «Amante bandido» y "Nena». Para Italia también sale otro álbum de éxitos con el nombre Best of, con unas versiones en italiano de «Este mundo va» y «Hacer por hacer». En abril del mismo año, apareció en una entrega de premios junto a su amigo Alejandro Sanz, donde ambos se presentaron vestidos y peinados igual. Miguel apenas podía caminar y llevaba una faja ortopédica.
Tras un periodo marcado por la presentación del programa Séptimo de caballería para TVE, Bosé se embarca en el año 2000 en un larguísimo tour, Girados, junto a la ex cantante del grupo Mecano, Ana Torroja, que les llevará a muchas ciudades de España y América Latina haciendo repaso por la extensa carrera musical de ambos artistas e interpretando muchos de sus temas a dúo. La gira se publicó en un doble CD grabado en directo titulado Girados en concierto, añadiendo un sencillo inédito interpretado por ambos, «Corazones».
El 6 de noviembre de 2001 Miguel publica su nuevo trabajo de estudio, el primero desde 1998, Sereno, un disco más comercial respecto a sus trabajos anteriores y donde se reflejan algunas etapas desconocidas de su vida. Este álbum obtendría gran reconocimiento en todo el mundo, y canciones como Gulliver y Morenamía son recordadas hasta hoy.
Tres años después de la publicación de Sereno, Miguel presentó el ambicioso disco sinfónico Por vos muero, donde colaboró con varios músicos y compositores, entre ellos Alejandro Sanz -del que se convirtiera en compadre, ya que fue padrino de bautizo de su hija Manuela. El disco, grabado en La Cuadra, la casa de Miguel, y bajo la producción de Chris Cameron y Nicolás Sorín, es una especie de homenaje personal al mundo del cine, a las bandas sonoras y a la formación clásica que recibió de niño. El disco se presentó en directo en muy pocas ciudades de España y México, con diferentes orquestas sinfónicas.

### 2005-2008: Conversión al synth pop,VelvetinayPapito
En 2005, sale Velvetina, una obra que se centra en la electrónica, el dance, el trip hop y el chillout, grabado al mismo tiempo que Por vos muero. Velvetina presenta 13 nuevas canciones compuestas y producidas por Antonio Cortés y el propio Miguel, en cuyas letras se mezclan diferentes idiomas. El DVD que acompaña una de las ediciones del disco incluye 13 videoclips que ilustran visualmente cada una de las canciones. Estas videocreaciones han sido dirigidas por jóvenes realizadores que gozaron de total libertad creativa. El diseño del disco y la imagen de Velvetina han sido realizadas por el diseñador David Delfín. El video «Down With Love» fue censurado por su «alto contenido erótico» en México.
El 20 de marzo de 2007, Miguel Bosé lanzó el álbum recopilatorio Papito para conmemorar sus 30 años de carrera artística. El disco incluye versiones renovadas de sus grandes éxitos en dúo con artistas como Shakira, Julieta Venegas, Paulina Rubio, Laura Pausini, Ricky Martin, Juanes, Amaia Montero, Alaska, David Summers, Bimba Bosé, Ivete Sangalo, Sasha Sokol, Mina y Antonio Vega, este último en la edición especial.
La edición especial (doble CD) incorporó el dueto El sitio de mi recreo junto a Antonio Vega, y en junio de 2008 se lanzó una edición deluxe con un DVD que incluye una actuación en TVE y otra colaboración en Hacer por hacer con Gloria Gaynor y el productor Nile Rodgers.
Para promocionar el álbum, Bosé emprendió la gira Papitour, entre 2007 y 2008, con más de 250 conciertos en España, América Latina, Italia y Estados Unidos. En Puerto Rico, la gira recibió elogios por su montaje y conexión con el público.
El álbum logró un gran éxito: obtuvo el cuádruple disco de platino en España y debutó en el puesto n.º 6 de la lista Billboard Top Latin Albums en Estados Unidos. Además, recibió nominaciones a los Latin Grammy y ganó el premio Oye como Álbum del Año en México.

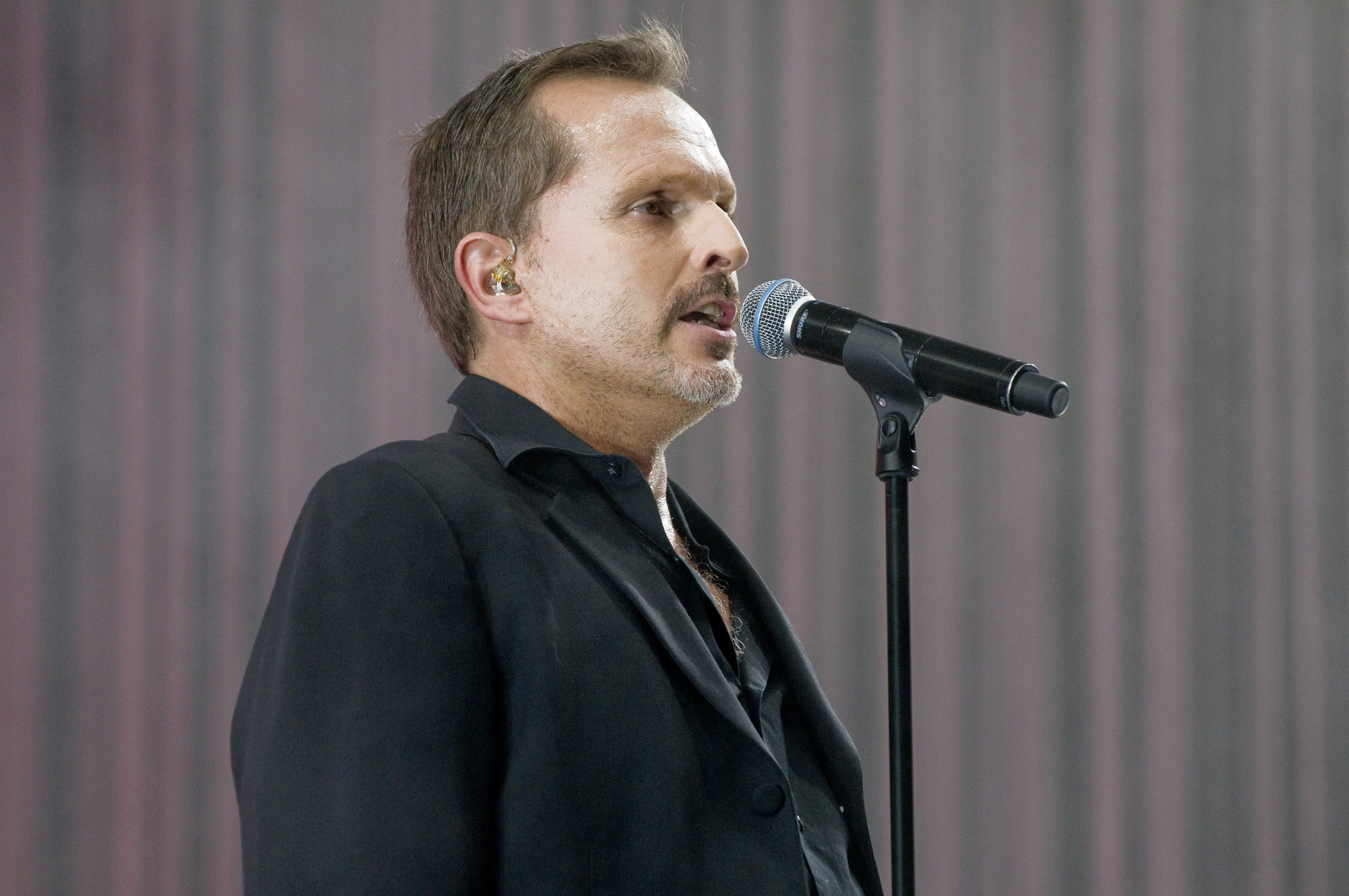
Bosé, en 2008.

Entre los galardones y méritos obtenidos se encuentran: cuádruple disco de platino y trece semanas como n.º 1 de ventas en España; disco más vendido en España durante 2007 y el segundo de 2008; triple disco de platino en México, donde permaneció 15 semanas consecutivas en el n.º 1 de ventas; disco de oro en Estados Unidos, con cerca de 120.000 copias vendidas; disco de platino en Chile y Venezuela y disco de oro en Argentina, Colombia y Ecuador;[cita requerida] en Italia ha recibido el disco de platino, manteniéndose más de 6 semanas en el n.º 1 de ventas con más de 120.000 copias vendidas.[cita requerida] El disco ha vendido más de 4.000.000 copias en todo el mundo.[cita requerida]
El disco de la gira Papitour y fue premiado con el premio Ondas al mejor álbum del año 2007. La gira, una de las más largas de su carrera, duró aproximadamente 2 años y medio.[cita requerida] El 21 de febrero de 2008, durante su presentación en el Festival de Viña del Mar, el lugar que lo vio nacer el año 1981, anunció que tras finalizar Papitour no volverá a cantar su repertorio nunca más, lo cual no significa un retiro de la música sino un descanso breve, para dedicarse a otras actividades, como la literatura, y explorar la música de Velvetina, según sus propias palabras. Bosé ganó una Antorcha de Plata y una nueva Antorcha de Oro; aunque el público pedía que se le diera la Gaviota de Plata, eso no ocurrió.

### 2010-2012:CardioyPapitwo
En 2010, lanzó Cardio su décimo octavo álbum de estudio. En griego significa corazón y ha sido grabado y mezclado en los Estudios PKO (Madrid). Está enteramente producido, arreglado, escrito y compuesto por Miguel y Nicolás Sorin. En este disco se muestran diferentes Migueles que cuentan sus diferentes historias. El disco contó también con una edición especial, que contiene el tema inédito «Santo veneno», el primer sencillo en Italia «Per Te» (versión en italiano de «Por ti») y una edición con un disco extra, que contiene remixes de canciones del álbum realizado por DJ de la talla de Armin Van Buuren, Above & Beyond, Tiësto, entre otros. Posteriormente, lanza Cardio Tour, un CD/DVD de la gira del disco Cardio. Fue grabado en Madrid el 16 de septiembre de 2010. El concierto tuvo un concepto diferente a Papitour, ya que en este lo fundamental era la escenografía, el montaje, las luces, las enormes pantallas led y las coreografías realizadas por el y sus coristas.
Después de muchas pistas dadas por el cantante en la red social Twitter, se lanza el 4 de septiembre de 2012 el disco Papitwo, una continuación de su exitoso disco Papito, renovando conocidos éxitos de su carrera y contando de nuevo con artistas como Juanes, Bimba Bosé y Alejandro Sanz, adicionando nombres tales como Pablo Alborán, Juan Luis Guerra, Tiziano Ferro, Malú, entre otros. La actriz española Penélope Cruz, conocida por sus actuaciones en Hollywood colaboró en el tema inédito «Decirnos adiós», compuesto por el hermano de Cruz para Bosé. El álbum tiene dos versiones, una sencilla con 14 éxitos re-arreglados y grabados a dúo con notables artistas y otra versión de lujo, con 14 éxitos más que Bosé ha grabado a lo largo de su vida para otros artistas como Hombres G con «Lo noto», Raphael con «Morir de amor», Natalia Lafourcade con «Si no pueden quererte», Spanknox con «Wrong in the right way», entre otros. El álbum se lanzó en simultáneo con la gira llamada de la misma manera, que inició en España y lo llevó a recorrer América Latina.

### 2013-2016:Amo y Bosé MTV Unplugged
El 26 de febrero de 2013 se presentó en el Festival de la Canción de Viña del Mar 2013 donde cantó «Morena mía» con la cantante chilena y estadounidense Francisca Valenzuela y «Puede que» junto con Pablo Alborán pertenecido a Papitwo, en lo que fue la novena participación en dicho certamen, arrasando con todos los premios y siendo uno de los artistas más premiados de dicho festival en esa edición. El 17 de junio del mismo año, dos días antes de un concierto en Lima, se produjo un desliz con la prensa peruana cuando, en conferencia de prensa, algunos periodistas le hicieron preguntas que él calificó de tontas; los increpó dando algunas "cátedras de periodismo". Al día siguiente, el cantante peruano Gianmarco respaldó a Bosé a través de su cuenta de Facebook, acotando que por fin alguien dice las cosas como son y exhortó a los periodistas a prepararse un poco más.
Fue elegido como Persona del Año por la Academia Latina de Grabación y en la ceremonia anual de los Latin Grammy, y homenajeado por sus amigos y colegas en un concierto previo a la gala en Las Vegas. Personalidades como Carlos Vives, Santiago Cruz, Gian Marco, Carlos Santana, Ricky Martin, Pablo Alborán, Ximena Sariñana, Julieta Venegas, entre otros, interpretaron sus más grandes éxitos. El propio Bosé, visiblemente emocionado, subió al escenario para interpretar su éxito «Nena». En la ceremonia, le fue entregado el premio después de su impecable y aplaudida presentación donde interpretó un medley de sus éxitos «Morena mia» a dúo con Julieta Venegas, «Si tu no vuelves» a dúo con Shakira, «Te amaré» a dúo con Laura Pausini, entre otros temas. El premio le fue entregado por su amigo Ricky Martin, a quien Bosé le entregara el mismo galardón años atrás. El 4 de noviembre del 2014 lanza un nuevo disco titulado Amo, dónde conceptualiza el amor al saber y a lo desconocido, del mismo modo, realiza su gira Amo Tour, un espectáculo musical con novedosa tecnología además de rescatar canciones de su repertorio, en esta gira Bosé cambió su vestimenta y su "look" optando por túnicas y pelo largo.
En 2016, MTV anuncia que Bosé sería la próxima estrella en grabar un Unplugged. Bosé escribió en su cuenta de Twitter que jamás había hecho un desconectado y que era lo único que le faltaba hacer en su carrera. El concierto, grabado en México el 12 de mayo de 2016, tuvo como invitados a los colombianos Fonseca y Juanes, la mexicana Ximena Sariñana, además de Marco Antonio Solís, Sasha Sokol, Natalia Lafourcade, Benny Ibarra y Pablo Alborán. Los integrantes de Maná Álex González y Sergio Vallín interpretaron a su lado «Nada particular». Bosé no dejó de lado éxitos como «Nena», «Amante bandido» o «Si tú no vuelves» e interpretó dos canciones inéditas: «Dime qué diré», una bachata obsequiada por Juan Luis Guerra, y «Estaré», canción que compuso a sus cuatro hijos. El álbum se lanzó en septiembre en una edición CD+DVD y el concierto se transmitió por MTV. El 14 de octubre de ese año, colaboró y formó parte del álbum De plaza en plaza, de Los Ángeles Azules, con la canción «Las maravillas de la vida».

### 2017-presente: Gira Estaré y décima participación en el Festival de Viña del Mar
En enero de 2017 inició su gira "Estaré", cumpliendo así 40 años de carrera musical, dicha gira basada en el MTV Unplugged inició en México, y posteriormente se presentó en distintos países de América y en España, la gira duró poco más de un año, en la gira se le empezó a escuchar hablar algo afónico, finalmente el día 20 de febrero de 2018, Miguel Bosé se presentó por décima vez en el Festival Internacional de la Canción de Viña del Mar, donde obtuvo los dos premios entregados por el público, la gaviota de plata y la de oro, además de un reconocimiento especial como Artista Ícono del Festival, el cual consistía en un collage que fue burla de las redes sociales. El premio se quedó finalmente en Viña del Mar, ya que Bosé no se lo llevó por su gran peso. En el escenario cantó parte de la lista de canciones de su gira Estaré, sus sencillos más populares e invitó a cantar al dúo estadounidense Ha*Ash, que también participaba del festival, la canción «Si tú no vuelves».
Durante el resto del 2018, Bosé llamó la atención por su demacrado estado de salud. Se le veía cada vez más afónico y cansado. Esta situación ya se había empezado a notar en la actuación del Festival de Viña y se acentuó cuando a Bosé le tocó presentar una de las categorías de los Premios Grammy Latinos 2018. El 8 de junio del mismo año formó parte del nuevo álbum Esto si es cumbia, del grupo mexicano Los Ángeles Azules, en una nueva versión, esta vez cumbia, de su tema «Morir de amor». El 11 de noviembre, fue invitado al Auditorio Nacional de México, al concierto del dúo estadounidense Ha*Ash, donde cantaron su tema «Si tú no vuelves» (2019) cuya canción formó parte del álbum Ha*Ash: En vivo, y se lanzó como sencillo y alcanzó la primera posición en México. En 2019 realizó varios conciertos en los cuales se le veía bien de salud, pero la afonía aumentaba.
En noviembre de 2024, anunció su vuelta a los escenarios durante el verano de 2025 realizando once conciertos en España.

## Carrera actoral y otros proyectos
A sus 14 años le ofrecieron el papel de Tadzio en la película Muerte en Venecia de Luchino Visconti, que no llegó a interpretar. Dos años después debutó en el cine, en una película del director italiano Duccio Tessari. En 1973, participó en la película de Josefina Molina, Vera, un cuento cruel. Tres años después protagonizó Retrato de familia, de Antonio Giménez-Rico, basada en la novela Mi idolatrado hijo Sisí de Miguel Delibes y participó en la película italiana Il garofano rosso, adaptación de El clavel rojo de Elio Vittorini, primera película de Luigi Faccini en la que participaba la estrella del cine italiano Elsa Martinelli.
En 1977, bajo las órdenes del director italiano Darío Argento, apareció en el cartel del filme Suspiria, y en el spaguetti western de Michele Lupo California. Pese a tantos paréntesis cinematográficos, podemos destacar su trabajo como actor en Tacones lejanos (1991) dirigida por Pedro Almodóvar. También ha colaborado en películas como Sentados al borde de la mañana, con los pies colgando (1978), Cosa de locos (1981), El caballero del dragón (1985), Lo más natural (1991), La Nuit Sacrée (1992), Mazzepa (1993), La reine Margot (1994), Felpudo maldito (1995), Libertarias (1995) y Enciende mi pasión (1995).
En 1988 realizó un papel como actor secundario en la serie El secreto del Sáhara (The Secret of Sahara) en la que interpretaba al tuareg El Halem. Trabajó con actores como Michael York, Andie MacDowell o Ben Kingsley. Tras un corto periodo de descanso, en 1991, realiza el papel de juez travestido en la película de Pedro Almodóvar Tacones lejanos.
Aparece en el cortometraje Detrás del dinero de Alejandro González Iñárritu en 1995, al año siguiente se estrena Libertarias, de Vicente Aranda, en la que Miguel vuelve a ponerse frente a la cámara. Al margen de la música y del cine, entre los intereses artísticos de Miguel Bosé también está el teatro. Participa en dos producciones: El Martirio de San Sebastián de La Fura dels Baus, como narrador, y un recital de poesía dedicado a Rafael Alberti y Pablo Neruda.

### Televisión
En 1988 fue invitado por la RAI a presentar la edición número 38 del Festival de la Canción de San Remo, lo acompañó en dicha labor Gabriella Carlucci. Dos años después presentó junto a Victoria Abril la gala inaugural de Telecinco. De 1998 a 2000 presentó el programa musical de TVE-1 Séptimo de caballería, luego rebautizado como El séptimo, aunque con escasa audiencia. En 2002 presentó la versión italiana de Operación Triunfo, Operazione trionfo.
Entre 2012 y 2015, formó parte del jurado del programa musical de Antena 3 El número uno (2012), y como entrenador en el programa musical de talentos de Televisa, La voz México (2012). Del mismo modo, participa como director artístico del equipo azul en el popular talent show de la televisión italiana Amici.
En 2019, Bosé se integró al jurado del programa de televisión mexicano Pequeños gigantes.
En el año 2021 regresa como entrenador al programa La voz México, en esta ocasión para la empresa TV Azteca.
En 2023, se confirma que formará parte del jurado del programa Cover Night de TVE.

### Otros proyectos
Según consignó en una entrevista a medios de comunicación en Lima, Perú, Miguel Bosé está embarcado en dos proyectos literarios, siendo ambos novelas. Una de ellas hablará de «compasión en un ámbito de gente común» y otra servirá para hacer un «ejercicio sobre el lenguaje».

### Libros
- El hijo del Capitán trueno. (Espasa libros, 2021). ISBN: 9788467064247
- Historia secreta de mis mejores canciones. (Espasa libros, 2022). ISBN: 9788467066562

## Activismo político y filantropía

### Activismo político
Durante la primera mitad de 2019, Miguel Bosé ha sido noticia por su compromiso con la crisis en Venezuela. El 22 de febrero de ese mismo año participó en el evento Venezuela Aid Live, en el cual participaron artistas como Maluma y Juanes, y causó polémica al referirse a Michelle Bachelet (expresidenta de Chile, comisionada de derechos humanos para la ONU y con quien el propio Bosé colaboró en su campaña electoral en 2005) diciendo que debía "mover las nalgas" y "venir a Venezuela de una puñetera vez" para constatar las condiciones en las que vive la gente del país.
La tensión creció en los siguientes meses, con constantes mensajes de Bosé en redes sociales instando a Bachelet a que visitara Venezuela, algunos más rabiosos que otros. En abril publicó dos vídeos irónicos en Twitter: uno en el que finge tener pesadillas con la exmandataria, y otro en el que la busca en un cuarto oscuro con una luz. Incluso ha viajado a la Ciudad de México a buscarla a su hotel, fallando en el intento. Toda esta "persecución" de Bosé a Bachelet ha provocado el desconcierto de los medios y la burla de muchos fanáticos.

### Filantropía
Bosé es presidente del consejo de activistas[cita requerida] de América Latina en Acción Solidaria (ALAS), una fundación integrada por varias personalidades del medio artístico y la sociedad civil, cuya misión es mejorar la salud y educación de los niños de América Latina.
El domingo 20 de septiembre de 2009, en la presentación de la segunda versión del concierto Paz sin fronteras, participó junto a Silvio Rodríguez, Amaury Pérez, el grupo de Juan Formell, Olga Tañón, Juanes, forjador del evento, Carlos Varela, Danny Rivera, entre otros artistas iberoamericanos.
Este espectáculo se desarrolló en la plaza de la Revolución, de La Habana, Cuba, con un lleno de 1.150.000 espectadores, según apreciación del propio Miguel Bosé. Previamente, participó en el concierto Paz sin fronteras en 2008, junto a otros artistas como Alejandro Sanz, Ricardo Montaner, Juanes, Juan Fernando Velasco, Juan Luis Guerra y Carlos Vives "Corazón Partio" en un escenario improvisado en el puente internacional Simón Bolívar que une las ciudades fronterizas de San José de Cúcuta (Colombia) y San Antonio del Táchira (Venezuela) para evitar un conflicto bélico entre los gobiernos de ambos países, y adicionalmente, Ecuador.

## Vida privada y familiar
En 1996, murió su padre, Luis Miguel Dominguín, a los 69 años a causa de una insuficiencia cardiaca que le causó un derrame cerebral. Tres años después, sufrió un accidente de automóvil al lado de su amiga Rebecca de Alba. Rebecca sólo tuvo contusiones, pero Miguel resultó gravemente herido. Su madre, la actriz y modelo Lucía Bosé, falleció en marzo de 2020 por neumonía, al inicio de la pandemia por COVID-19.
En marzo de 2010, Miguel Bosé recibió la nacionalidad colombiana de manos del entonces presidente Álvaro Uribe, como reconocimiento a su labor en pro de la paz de Colombia. En la ceremonia, Bosé no pudo contener el llanto, argumentando que la nacionalidad se la debía a su padre, el torero Luis Miguel Dominguín, ya que él había pasado muchos años de su adolescencia en Medellín. Bromeó después hacia Uribe, preguntándole si podía votar, diciendo que él no es muy "de derechas", así que estaba a tiempo de arrepentirse.[cita requerida]
En 2011, nacieron sus mellizos Diego y Tadeo por gestación subrogada; siete meses después, nacieron Ivo y Telmo por el mismo método, con el material biológico de Ignacio Palau, escultor con quien, según se hizo público en 2018, Bosé había mantenido una relación amorosa desde 1992 y quien, tras 26 años de relación, le demandó por la manutención y custodia de sus cuatro hijos.

### Declaraciones públicas durante la pandemia de COVID-19
Durante la pandemia de COVID-19, Miguel Bosé expresó públicamente diversas opiniones críticas sobre la gestión sanitaria y comunicativa de la crisis. A través de redes sociales y entrevistas, manifestó dudas sobre la fiabilidad de las vacunas, la eficacia de las mascarillas y la proporcionalidad de las restricciones adoptadas. En especial, denunció la imposibilidad de despedirse de los seres queridos en hospitales y criticó los protocolos aplicados a personas mayores en los primeros meses de la pandemia, como la sedación paliativa sin ingreso en UCI, a los que atribuyó la muerte de su madre.
Bosé también cuestionó el elevado número de fallecimientos atribuidos al coronavirus sin la realización de pruebas diagnósticas como la PCR, lo que según él generó cifras poco precisas y contribuyó a una percepción alarmista de la situación. En una entrevista con el periodista Jordi Évole, restó importancia al número de víctimas en comparación con otras pandemias históricas y consideró desproporcionada la reacción social y política ante el virus.
Al margen de estas críticas, también difundió en sus redes sociales afirmaciones más controvertidas, como que la pandemia era una invención deliberada con fines de control social, asociada al despliegue del 5G y a la implantación de microchips a través de las vacunas. Estas afirmaciones fueron ampliamente cuestionadas por expertos y organismos sanitarios, y algunas plataformas como YouTube y Facebook eliminaron contenido suyo por considerarlo desinformación sobre salud pública.
Diversos medios y analistas han señalado que sus declaraciones combinaban críticas razonables compartidas por otras voces sociales —como el trato a las personas mayores durante la primera ola— con teorías sin base científica. En particular, el programa de televisión *Equipo de investigación* de La Sexta (noviembre de 2024) analizó estas posturas en un reportaje titulado Miguel Bosé: el negacionista, en el que se revisó desde su evolución ideológica hasta su apoyo a discursos conspirativos sobre pandemia, cambio climático y vacunas.

## Discografía
Álbumes de estudio
- 1977: Linda
- 1978: Miguel Bosé
- 1979: Chicas!
- 1980: Miguel
- 1981: Más allá
- 1983: Made in Spain
- 1984: Bandido
- 1986: Salamandra
- 1987: XXX
- 1990: Los chicos no lloran
- 1991: Directo'90**
- 1993: Bajo el signo de Caín
- 1994: Pedro y El Lobo / Historia De Babar, El Elefantito
- 1995: Laberinto
- 1996: Laberinto
- 1998: 11 maneras de ponerse un sombrero
- 2001: Sereno
- 2004: Por vos muero
- 2005: Velvetina
- 2007: Papito
- 2010: Cardio
- 2013: Colección Definitiva
- 2012: Papitwo
- 2014: Amo
- 2016: Bosé: MTV Unplugged